# Luxemburgs herrlandslag i vattenpolo
Luxemburgs herrlandslag i vattenpolo representerar Luxemburg i vattenpolo på herrsidan. Laget deltog i 1928 års olympiska turnering, och tog sig där till åttondelsfinal.

### Fotnoter
1. ↑  Todor Krastev (16 mars 1928). ”Men Water Polo Olympic Games 1928 Amsterdam (NED) - Winner Germany” (på engelska). Sport Statistics. Arkiverad från originalet den 29 juni 2015. https://web.archive.org/web/20150629172628/http://todor66.com/Water_Polo/Olympic/Men_1928.html. Läst 27 juni 2015.